# Heineken Trophy 1999
Heineken Trophy 1999 — тенісний турнір, що проходив на відкритих кортах із трав'яним покриттям в Autotron park у Росмалені, поблизу Гертогенбоса (Нідерланди). Належав до серії International в рамках Туру ATP 1999 і серії Tier III в рамках Туру WTA 1999. Тривав з 14 до 19 червня 1999 року. Патрік Рафтер і Крістіна Бранді здобули титул в одиночному розряді.

## Фінальна частина

### Чоловіки. Одиночний розряд
Патрік Рафтер —  Андрей Павел, 3–6, 7–6(9–7), 6–4

### Одиночний розряд. Жінки
Крістіна Бранді —  Сільвія Талая, 6–0, 3–6, 6–1
- Для Бранді це був єдиний титул в одиночному розряді за кар'єру.

### Парний розряд. Чоловіки
Леандер Паес /  Ян Сімерінк  vs.  Елліс Феррейра /  Давід Рікл, фінал скасовано через дощ

### Парний розряд. Жінки
Сільвія Фаріна /  Ріта Гранде —  Кара Блек /  Крісті Богерт, 7–5, 7–6(7–2)

## Учасниці WTA

### Сіяні учасниці
| Країна     | Гравчиня           | Рейтинг | Сіяна |
| ---------- | ------------------ | ------- | ----- |
| Франція    | Сандрін Тестю      | 13      | 1     |
| Бельгія    | Домінік Ван Рост   | 16      | 2     |
| Італія     | Сільвія Фаріна     | 24      | 4     |
| Словаччина | Генрієта Надьова   | 25      | 5     |
| Румунія    | Руксандра Драгомір | 26      | 6     |
| Німеччина  | Анке Губер         | 30      | 7     |
| Зімбабве   | Кара Блек          | 34      | 8     |
| Німеччина  | Барбара Ріттнер    | 46      | 9     |

### Інші учасниці
Нижче наведено учасниць, які отримали вайлдкард на участь в основній сітці:
- Сандра Клейнова
- Каріна Габшудова